# Найзаможніші люди України 2004

## Версія журналу Wprost[1][2]
У жовтні 2004 року польський журнал Wprost опублікуівав свій новий список найбагатших людей Центральної та Східної Європи, який складається журналом з 2002 року. Усього, за даними дослідження, у 2004 році у рейтинг увійшли 5 громадян України, із 50 що потрапили до списку.

### Цікаві факти
У 2004 році — 5 українців, 2003 року — 6, в 2002 — 3.

### Рейтинг Wprost
| №  | Ім'я                   | Сфера інтересів             | Основні активи, держпосада | $ млн. у 2004 | $ млн. у 2003 | Зміна у рейтингу |
| 6  | Ахметов Рінат          | металургія, диверсифіковано | ФПГ СКМ, Нардеп від ПР     | 3 500         | 1 900         | ▲                |
| 10 | Пінчук Віктор          | металургія, диверсифіковано | ФПГ EastOne                | 2 500         | 1 500         | ▲                |
| 12 | Коломойський Ігор      | фінанси, диверсифіковано    | ФПГ Приват                 | 2 200         | 1 500         | ▲                |
| 15 | Тарута Сергій          | металургія, диверсифіковано | ФПГ ІСД                    | 1 900         | 700           | ▲                |
| 27 | Ярославський Олександр | фінанси                     | DCH                        | 850           | 850           | ▼                |